# لیبنیتسه
لیبنیتسه (به چکی: Libenice) یک منطقهٔ مسکونی در جمهوری چک است که در ناحیه کولین واقع شده‌است.